# ネブラスカ州の回廊地帯
ネブラスカ州の回廊地帯（アメリカ英語、Nebraska Panhandle）は、アメリカ合衆国中部のネブラスカ州西端部に存在する、西へとやや細長く伸びている部分のことである。アメリカ合衆国の州には幾つか同様の部分が存在しているものの、それらの中でネブラスカ州の回廊地帯は、比較的幅が広いと見なされている。

## 境界について

ネブラスカ州の地図。赤く塗られた部分がネブラスカ州に存在する回廊地帯である。

アメリカ合衆国の地図。赤く塗られた部分が、アメリカ合衆国の州に存在する回廊地帯である。テキサス州の回廊地帯は明らかにネブラスカ州の回廊地帯よりも幅が広く、ちょうどアイダホ州の回廊地帯の根元付近と同じくらいの幅なのが見て取れる。そして、他州の回廊地帯と比べると、これらの回廊地帯は比較的幅が広いことも見て取れる。

ネブラスカ州の回廊地帯には、例えばアメリカ合衆国のアラスカ州南東部とカナダのブリティッシュコロンビア州との間に存在する、海岸山脈によって境界が作られているような回廊地帯とは違って、他州との境界に明確な地形的な目印が存在するわけではない。すなわち、ネブラスカ州の回廊地帯は、地形的な条件とは無関係に、緯度と経度とを用いて人工的に境界が設定された場所である。ところで、英語のアメリカ方言では、ある州の支配地域が他州に向けて細長く突き出した部分のことを「panhandle」と書くが、アメリカ合衆国の州には何箇所か「panhandle」と呼ばれる回廊地帯が存在している。そして、そのような他州の回廊地帯と比べると、ネブラスカ州の回廊地帯は幅が広い部類に入る。ネブラスカ州の回廊地帯は、東西方向の長さが約160 kmであるのに対して、南北方向の幅は約200 kmもある。
ネブラスカ州の回廊地帯の北端は北緯43度線であり、サウスダコタ州の南西端部と接している。ネブラスカ州の回廊地帯の西端は、ほぼ西経104度線付近だが、それよりもわずかに西まで伸びており、西経104度3分でワイオミング州の南東部と接している。ネブラスカ州の回廊地帯の南端は、北緯41度線であり、コロラド州の北東部と接している。ネブラスカ州の回廊地帯の東端は、回廊地帯の定義からも明らかなようにネブラスカ州であるわけだが、回廊地帯との境界は西経102度線だとされている。
さて、ここでネブラスカ州全体に目を向けてみると、ちょうど回廊地帯の南、つまり現在はコロラド州に属している地域が四角く欠けているようにも見える。事実、かつてネブラスカ州は、この南西端部をコロラド州に対して割譲したのである。それもコロラド州に脅し取られたわけではない。この地域は山がちであって、鉄道建設に向かないことが1点目の理由。また、当時のネブラスカ州において鉱山労働者は乱暴な輩の集まりであると見なされており、彼らのような乱暴者が州内にいては農業従事者の生活や安全を脅かしかねないと考えられていたこともあって、ここをコロラド州へと厄介払いしたのである。このため、ネブラスカ州は回廊地帯を持つ現在の形になったのである。
しかし、ネブラスカ州側に残した土地の全てが農業などに向いているわけではなく、例えば、現在はトウドゥストゥール地質学公園となっている、かつて「ネブラスカ州の悪地」などと呼ばれていた、全く農業などに向かない土地も依然残存している。

## 面積と人口密度
ネブラスカ州の回廊地帯は、前述のとおり、おおよそ、北緯41度線、西経102度線、北緯43度線、西経104度線に囲まれた地域である。
この回廊地帯の面積は、約3万6728 km2である。そして、この面積はネブラスカ州全体の面積（約20万 km2）の18％強に当たる。ところで、2010年のアメリカ合衆国による国勢調査によれば、ネブラスカ州の回廊地帯の住人は8万7789人であり、これはネブラスカ州全体の約4.7％の住人に当たる。したがって、2010年時点でのネブラスカ州の回廊地帯の人口密度は、ネブラスカ州全体を平均した人口密度よりも低い、約2.39 (人/km2)だと計算できる。ネブラスカ州の回廊地帯における最大の都市は、2010年現在、約1万5000人が住んでいてネブラスカ州内で13位の人口を持つスコッツブラフであり、他には人口1万人を超える都市は存在していない。他の比較的大きな町としては、2010年現在、それぞれ約8500人の人口を有するアライアンスとジェリングが挙げられる。次いで、2010年現在、人口7000人弱のシドニー、人口6000人弱のシャドロンと言った町が存在する程度である。その他は、2010年現在、どの町も人口5000人を下回っている。

## ネブラスカ州の回廊地帯に存在する郡
ネブラスカ州の回廊地帯に存在する郡は、以下の11郡である。
- ガーデン郡
- キンボール郡 - ネブラスカ州の回廊地帯の南西端。
- シェリダン郡 - ネブラスカ州の回廊地帯の北東端。
- シャイアン郡
- スー郡 - ネブラスカ州の回廊地帯の北西端であり、かつ、ネブラスカ州の北西端でもある。
- スコッツブラフ郡
- デュエル郡 - ネブラスカ州の回廊地帯の南東端。
- ドーズ郡
- バナー郡
- ボックスビュート郡
- モリル郡

## その他
- ネブラスカ州の回廊地帯には幾つかの空港が設置されている。それらの中で主要な空港はネブラスカ西部地方空港（英語版）である。
- ネブラスカ州の回廊地帯内の郡の1つモリル郡には、チムニーロック国立史跡と言う、この付近のランドマークとなっている奇岩が存在する。そしてこれは回廊地帯のようなネブラスカ州の端の部分に存在しているのにもかかわらず、ネブラスカ州を代表する名所とされている。
- ネブラスカ州の回廊地帯内の都市の1つアライアンスの町の近くには、カーヘンジと言う、実物大のストーンヘンジを模倣して作られた、自動車で作られたオブジェが存在する。
- ネブラスカ州には、ウエスタン（英語版）と言う集落（人口200人強）が存在するものの、この集落はネブラスカ州の南東部に存在しており、ネブラスカ州西端部の回廊地帯に存在する集落ではない。